# Estación de Navas
Navas es una estación de la línea 1 del Metro de Barcelona situada debajo de la avenida Meridiana en el distrito de San Andrés de Barcelona.
La estación se inauguró en 1953 como parte del Metro Transversal y con el nombre de Navas de Tolosa. En 1982 con la reorganización de los números de líneas a la numeración arábiga y cambios de nombre de estaciones pasó a ser una estación de la línea 1, y cambió su nombre por el actual de Navas.
| << cabecera           | < estación | línea | estación > | cabecera >> |
| --------------------- | ---------- | ----- | ---------- | ----------- |
| Metro                 |            |       |            |             |
| Hospital de Bellvitge | El Clot    |       | La Sagrera | Fondo       |